# Observateur des technologies médias

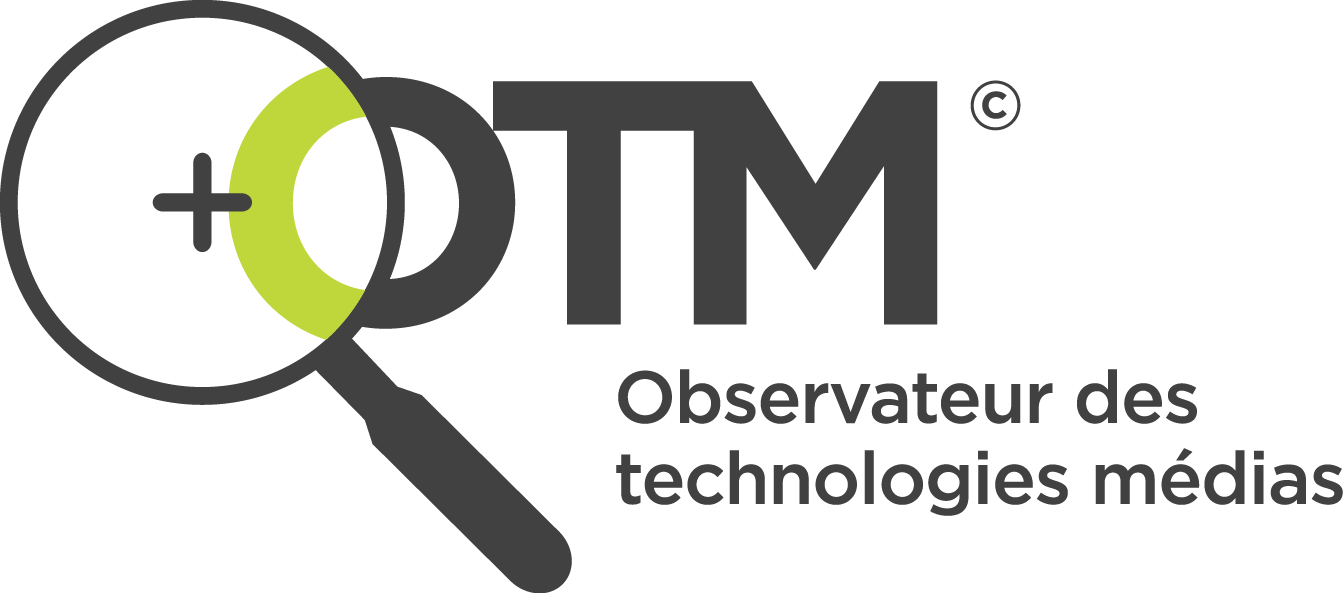
Logo de l'OTM

 (juin 2021).
L'article doit être relu — et modifié si nécessaire — par des contributeurs indépendants pour apporter un regard critique aux contributions effectuées en violation des conditions d'utilisation de Wikipédia, tant sur la forme (notamment concernant le style encyclopédique, la proportionnalité) que sur le fond (la neutralité de point de vue, la qualité et l'indépendance des sources).
 (juin 2021).
Pour les articles homonymes, voir Observateur.
L'Observateur des technologies médias (OTM) est un outil de sondage téléphonique et de recherche annuel, conçu pour faire le suivi de l’adoption et de l’utilisation des technologies nouvelles et actuelles par les Canadiens. 
Le premier questionnaire de l’OTM a été distribué en 2005. Il consiste maintenant en deux sondages réalisés au printemps et à l’automne de chaque an.
Le sondage comporte des questions qui mettent l’accent sur les activités relatives aux médias et aux technologies actuelles et émergentes, comme la télévision sur diverses plateformes, les habitudes d’utilisation de la radio, des médias sociaux et des services audio en ligne. Les résultats des sondages de l’Observateur des technologies médias sont publiés dans une série de rapports souscrits et dans de multiples rapports ciblés par thème et plus courts. Les rapports de l’OTM sont distribués aux agences gouvernementales, aux radiodiffuseurs et aux autres parties intéressées des médias de partout au Canada, et qui sont abonnés à ce service.  
Ils étudient les points suivants:  
- Quels appareils/services les Canadiens utilisent-ils pour consommer les médias?
- Comment les Canadiens utilisent-ils ces appareils?

L’OTM a été conçu et mis sur pied par le service recherche & analyse de CBC/Radio-Canada,  qui se charge aussi d’analyser les résultats obtenus. En 2011, l’OTM s’est entendu avec l’Université Carleton, en Ontario, pour fournir du matériel d’apprentissage au département des Communications. Depuis 2019, l'OTM produit une étude annuelle centrée sur les enfants âgés de 2 à 17 ans (OTM Junior) qui étudie les habitudes de consommation et d'utilisation des médias par les jeunes Canadiens. Au printemps 2021, l'OTM a publié la première année de données de sa nouvelle étude médiatique annuelle, l'OTM Nouveaux arrivants. Cette dernière se concentre sur la démographie croissante de ceux qui sont venus au Canada au cours des cinq dernières années.

## Historique
L’Observateur des technologies médias est dérivé de l’Étude sur les cotes de qualité des médias canadiens (ECQ) de CBC/Radio-Canada. Ce rapport a vu le jour en 1997 et sert à mesurer la perception des Canadiens et leur utilisation des chaînes de télévision conventionnelles et spécialisées du Canada, ainsi que de certaines technologies médias.  L’OTM a fait peau neuve en 2005 pour se concentrer davantage sur l’utilisation et l’adoption des technologies médias. 
En 2010, un portail OTM a été créé pour donner une expérience interactive accrue aux utilisateurs.  Le portail leur permet de télécharger rapidement et facilement les rapports de l’OTM ainsi que les données sur les tendances, et de procéder à une analyse de données exclusives, selon leurs besoins. 
En 2012, l'OTM a intégré des ménages ayant uniquement un téléphone cellulaire (MUC) à son échantillon.
Lors de son 10ème anniversaire en 2015, l'OTM  a ajouté un outil interactif d'analyse des tendances et un outil prévisionnel à son portail.

## Méthodologie et outils de l'OTM

### Méthodologie et conception du sondage
L’Observateur des technologies médias est publié au printemps et à l’automne de chaque an. Il recueille un total de 12 000 réponses par l’intermédiaire d’interviews téléphoniques menées auprès de 6 000 anglophones et 6 000 francophones âgés de 18 ans et plus. Le taux de réponse à chaque sondage est de 30 pour cent.
- Sondage d’automne – 8 000 répondants (4 000 anglophones et 4 000 francophones)[3].

- Sondage du printemps – 4 000 répondants (2 000 anglophones et 2 000 francophones)[3].

Les ménages sont choisis par l’OTM par la méthode de composition aléatoire. Parmi ceux sélectionnés, les répondants sont choisis ensuite au hasard selon la méthode de la « date de naissance la plus récente ». L’OTM a recours à des sondages téléphoniques pour s’assurer que les répondants sont représentatifs de tous les Canadiens, sans que soit prise en compte leur situation géographique ou leur connexion à Internet.
L'OTM s'appuie sur un échantillonnage mixte, qui comprend les foyers équipés d’une ligne terrestre et les foyers qui ont un cellulaire uniquement. Il dispose aussi d'une composante de sondage en ligne. L'échantillon du sondage téléphonique est pondéré selon le sexe, l'âge, la région et la langue. Est attribuée une pondération supplémentaire aux questions du sondage en ligne, en fonction de l'utilisation légère, modérée ou importante d'internet.
La société Ad Hoc Research effectue les entrevues en français et en anglais, et s'occupe aussi de constituer l'échantillon des anglophones et francophones qui utilisent seulement des téléphones cellulaires.

### Outils de l'OTM
L'OTM dispose de quatre outils pour accéder aux données: des rapports, un outil d'analyse des données, un outil d'évaluations des tendances et un outil prévisionnel.
1. Rapports: qui sont semestriels ainsi que des rapports de synthèse.
2. Outil d'analyse des données (OAD): comporte des bases de données sur les anglophones, francophones, québécois ainsi qu'une base nationale[5].
3. Outil d'évaluation des tendances: permet de voir les tendances en fonction d'un marché linguistique et de variables démographiques[6].
4. Outil prévisionnel: source de projection dans le domaine des technologies[2].

## Sujets couverts
L’Observateur des technologies médias est révisé tous les ans afin d’inclure les tendances médias et les technologies émergentes. Dans ses plus récents sondages, l’OTM interrogeait les répondants sur leurs habitudes de consommation :
- Utilisation de la télévision hertzienne
  - ENP/EVN
  - VSD
  - Vidéo sur Internet
  - Parts de marché des fournisseurs de services télévisuels
  - Fournisseur de service
- Audio personnel 
  - Radio par satellite
  - Radio sur Internet
  - Baladodiffusion
  - Radio AM/FM traditionnelle
  - Radio par abonnement
  - Téléchargement de musique
- Utilisation d’Internet
  - Utilisation d’Internet à domicile
  - Vitesse de connexion
  - Télévision par Internet
  - Utilisation de Netflix
  - Utilisation de Illico+
- Télévision numérique
  - Nombre de téléviseurs haute définition
  - Récepteurs haute définition
  - Médias portables
  - Tablettes, portables
  - Contenu audio/vidéo
  - Fréquence et lieu de consommation
- Sans fil 
  - Utilisation des téléphones intelligents
  - Applications
- Médias sociaux
  - Comportements dans les réseaux sociaux
  - Télévision Sociale

## Couverture médiatique et travaux publiés

### Livres
- Digital Radio in Canada: From DAB to Multi-Platform Approaches, Brian O’Neill, Dublin Institute of Technology, 2007[7].
- Broadcasting Policy in Canada, Robert Armstrong, University of Toronto, 2010[8].
- The Political Economies of Media: The Transformation of the Global Media Industries, Dwayne Winseck & Dal Jong Jin, 2011[9].

### Conseil de la radiodiffusion et des télécommunications canadiennes
- Rapport de surveillance des communications 2016[10].

### Patrimoine canadien
- The Canadian Media Production Association (CMPA) in conjugation with the Department of Canadian Heritage[11].